# 1823 a tudományban
Az 1823. év a tudományban és a technikában.

## Születések
- január 8. – Alfred Russel Wallace brit természettudós, geográfus, antropológus és biológus († 1913)
- február 3. – Spencer Fullerton Baird amerikai természettudós, ornitológus, ichthiológus († 1887)
- június 21. – Jean Chacornac francia csillagász († 1873)
- október 21. – Enrico Betti olasz matematikus († 1892)
- december 7. – Leopold Kronecker német matematikus († 1891)

## Halálozások
- január 26. – Edward Jenner angol sebész, a himlőoltás feltalálója (* 1749)
- január 27. – Charles Hutton brit matematikus (* 1737)
- április 7. – Jacques Charles francia matematikus, fizikus, feltaláló (* 1746)
- augusztus 2. – Lazare Nicolas Marguerite Carnot francia matematikus, fizikus (* 1753)
- december 14. – Giovanni Battista Belzoni kalandor, felfedező és kincsvadász a 19. század első negyedében, aki leginkább egyiptomi tevékenységével szerzett hírnevet (* 1778)